# San Antonio (Flórida)
San Antonio é uma cidade localizada no estado americano da Flórida, no condado de Pasco. Foi incorporada em 1891.

## Geografia
De acordo com o United States Census Bureau, a cidade tem uma área de 3,4 km², onde todos os 3,4 km² estão cobertos por terra.

### Localidades na vizinhança
O diagrama seguinte representa as localidades num raio de 16 km ao redor de San Antonio.

## Demografia
Segundo o censo nacional de 2010, a sua população é de 1 138 habitantes e sua densidade populacional é de 332,9 hab/km². É a localidade menos populosa do condado de Pasco. Possui 476 residências, que resulta em uma densidade de 139,2 residências/km².